# FAKE STAR
FAKE STAR（フェイク・スター）はLIVの6枚目のシングル。

## 概要
押尾学が初めて表題曲の作曲を担当した本作はプロモーションビデオに山本圭壱（極楽とんぼ）が登場している。

## 収録曲
1. FAKE STAR
作詞・作曲：押尾学　編曲：南徹・押尾学
2. Coquetry Disease
作詞：押尾学　作曲：Minoru Kojima　編曲：Minoru Kojima・押尾学
3. Real? A Dream? Let's enjoy both. tokimeki☆
作詞・作曲：押尾学　編曲：南徹・押尾学